# غويليرمي كاماتشو
غويليرمي كاماتشو (بالبرتغالية: Guilherme Aguiar Camacho‏) هو لاعب كرة قدم برازيلي في مركز الوسط، ولد في 2 مارس 1990 في ريو دي جانيرو في البرازيل. لعب مع غراميو اساسكو اوداكس اسبورت كلوب ونادي أوداكس ريو ونادي بارانا ونادي باهيا ونادي غوياس ونادي فلامنغو.

## وصلات خارجية
- غويليرمي كاماتشو على موقع قاعدة بيانات كرة القدم.إي يو (الإنجليزية)
- غويليرمي كاماتشو على موقع Soccerway.com (الإنجليزية)
- غويليرمي كاماتشو على موقع عالم كرة القدم.نت (الإنجليزية)